# 葉德嫻
葉德嫻（英語：Deanie Ip Tak-han，1947年12月25日—），香港女歌手和演員，人稱“Deanie姐”。音樂方面，1960年代末葉德嫻發行出道首張EP《Deanie Ip》，後來以登台為主，到1980年代初再度推出唱片，演唱了不少脍炙人口的歌曲；1980年代後期淡出樂壇，1980-90年代較多拍攝電影，2000年代初復出唱歌。2004年憑與許志安合唱的歌曲《美中不足》獲頒2004年度叱咤樂壇流行榜頒獎典禮叱咤樂壇至尊歌曲大獎，2014年參與演唱2014年度叱咤樂壇流行榜頒獎典禮叱吒我最喜愛歌曲《撐起雨傘》。影視方面，葉德嫻善於演繹小人物角色，多年來獲獎甚豐。凭借2011年電影《桃姐》獲得第68屆威尼斯影展、第48屆金馬獎、第6届亚洲电影大奖及第31屆香港電影金像獎等九座影后奖项。此外她还获得三次香港电影金像奖最佳女配角和两次金马奖最佳女配角。

## 早年生活
葉德嫻在九龍尖沙咀海景大廈的海景酒店員工宿舍單位成長，為二房女兒，與兩名胞姊都被交由不育的大房正妻照顧。父親是酒店餐飲部經理，亦經營過中式餐館及洗衣工場。1965年從模範英文中學畢業後，葉德嫻先於伊麗莎白雅頓（Elizabeth Arden）及露華濃當化妝師，後在香港啟德機場為怡和航空從事地勤工作，也考慮過報考空中小姐，但因不懂游泳而作罷。一次與同事在華爾登酒店（位於大埔道）的歌廳唱歌玩樂，獲音樂人Vic Cristobal（哥詩寶）賞識而成為兼職歌手。

## 入行初期
1969年，葉德嫻獲邀在方逸華籌備兼主持的無綫電視音樂節目《可樂晚唱》中亮相，從此正式加入樂壇，並以翻唱英語歌為主。同年，她經鑽石唱片推出首張唱片（EP）《Deanie Ip》，翻唱流行的國語時代曲。
其後因葉德嫻登台表演太多，聲帶長繭，手術後聲音變得低沉沙啞。她與黎愛蓮、Joe Junior等曾火紅一時，後來西洋流行曲熱潮退減，其歌唱事業亦隨之沉寂。

## 表演事業

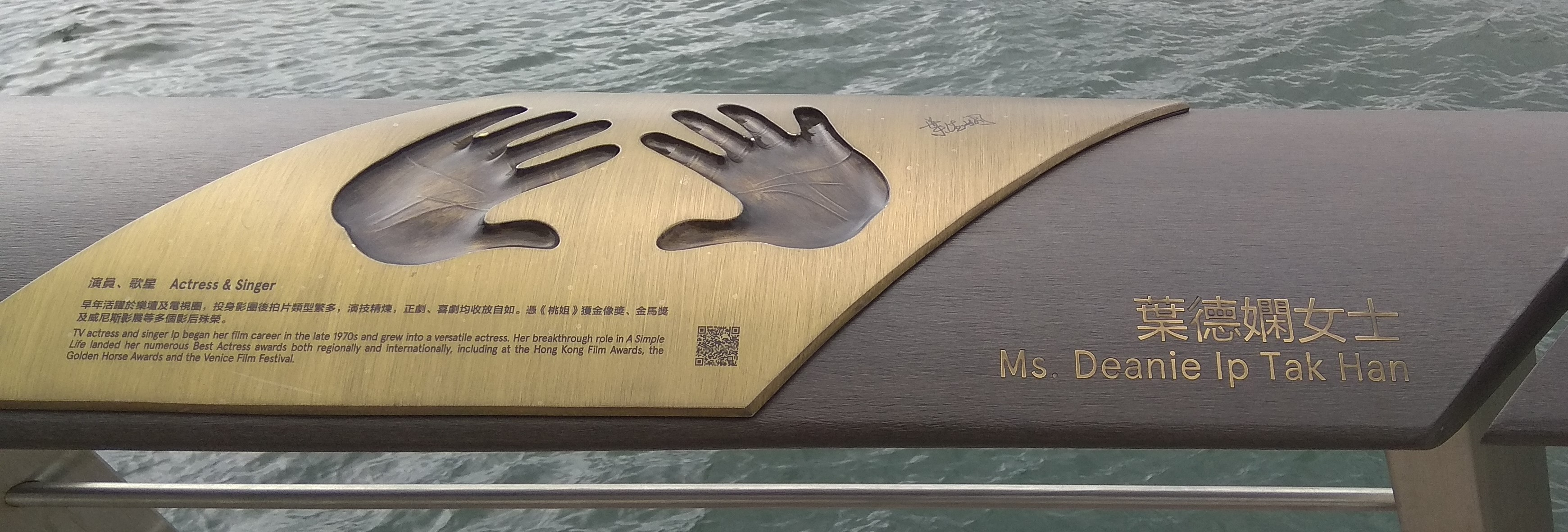
2012年，葉德嫻憑其電影表演的成就，位列香港星光大道的表彰人士。圖為其簡介、手印及簽名。

葉於1970年代末亮相麗的電視由邵音音主持的綜合節目《孖Q》。幕後人員認為她有演戲的潛質，安排她拍攝了數齣電視劇。1978年11月中旬，她與工作人員發生糾紛，被麗的以「嚴重違反公司規例」為由即時解僱，事涉肢體碰撞、僱傭合約條款、派系鬥爭，雙方互有指責。
其後她於1982年獲無綫電視招手而加入成為合約藝人。她曾是綜藝節目《歡樂今宵》的主持之一（1979年至1983年），負責表演唱歌（如跟陳欣健唱英語粵劇）、主持遊戲節目、演出趣劇等；並以《雙葉蝴蝶》（1980年）起奠定的差婆（粗豪女警）形象、《獵鷹》中與男藝人劉德華的“母子”戲份，獲得觀眾注意。同期她開始涉足電影界，至1985年，葉德嫻與無綫不再續約，轉投德寶電影公司。不再續約電視台的箇中原因在於她覺得自己已從無綫電視處學習了很多東西，應該向外闖。
葉德嫻戲路廣闊，曾演新浪潮電影、都市喜劇和庶民悲劇，並擅長塑造母親、各類低下階層的婦女形象，如妓女、主婦等，成名作是《忌廉溝鮮奶》的妓女芸姐，為她摘下第19屆金馬獎最佳女配角。1985年，她與劉德華合作演出《法外情》，飾演一個處境坎坷的廟街妓女和母親，好評如潮，這對母子檔後來亦演出了《與龍共舞》、《絕代雙驕》、《桃姐》等多部電影。
1990年代，葉德嫻與行商業化路線的導演及監製王晶合作居多，包括《與龍共舞》、《黑馬王子》、《新少林五祖》、《笨小孩》和《唔該借歪》。1992年，葉德嫻憑其喜劇代表作潑婦十一姑（《與龍共舞》）獲得第11屆香港電影金像獎的最佳女配角。1999年，王晶導演其唯一的文藝片《笨小孩》，情節煽情，葉德嫻剃頭飾演育有智障兒並患有末期癌病的發嫂，後獲得第36屆金馬獎的最佳女配角。同年回歸電視界，飾演王晶執導的亞洲電視連續劇《縱橫四海》的兩名男主角的母親「明星」一角。
2000年演完《九龍皇后》後，葉德嫻基於香港電影市場萎縮、缺少適合的角色、個人不主動接觸導演等因素而淡出電影圈；直至2011年，才受導演許鞍華邀請飾演電影《桃姐》中傭人桃姐一角，其後獲得多個獎項，包括第68屆威尼斯影展最佳女演員獎、第48屆金馬獎金马奖最佳女主角、第18屆香港電影評論學會大獎最佳女演員、第6屆亞洲電影大獎最佳女主角、第31屆香港電影金像獎最佳女主角、华表奖等9个奖项。2012年3月，她與其他幾位華人共同獲得鳳凰衛視授予的“影響世界華人大獎”。《桃姐》後雖然電影邀約增加，但均為葉德嫻拒絕。2017年，葉德嫻再度參演許鞍華的電影《明月幾時有》，並憑著方蘭母親一角第三度獲得第37屆香港電影金像獎的最佳女配角獎，成為僅次於金燕玲獲該獎次數最多的女演員。
2019年，葉德嫻首踏舞台劇台板，在《親親麗南》中飾演有掌控癖的母親Mag，並獲得2020年6月《第29屆香港舞台劇獎》的「最佳女配角（悲劇／正劇）」獎。
葉德嫻沒受過正統的戲劇訓練，單靠觀摩不同類型的電影學習演戲。
文化評論人鄧小宇認為，葉德嫻屬於「發射性」演員（相對於「收斂性」）的表表者，用心演繹角色，對自己要求高，缺點是有時表演會流於浮誇，如《法外情》系列中「呼天搶地，口水鼻涕」的法庭戲；但也有含蓄、細膩的時候，見於《桃姐》。另一文化評論人林奕華則認為葉德嫻善於即興，表演具個人風格，避免落入窠臼。

## 歌唱事業

### 永恆唱片時期
自《Deanie Ip》後，葉德嫻就沒有發行過專輯，直至1980年，永恆唱片向其招手簽約，翌年推出粵語專輯《星塵》。製作班底有監製施宏達、填詞人鄭國江、湯正川、詞曲作家黃霑、編曲人鮑比達、奧金寶和葉德嫻推薦的新人陳永良。專輯銷情不俗，其後成為香港IFPI所認證的白金唱片（1983年）。
同年，葉德嫻發表專輯《葉德嫻》，幕後班底與《星塵》相近，但全屬原創曲，並以一個故事為主題，描寫一個女人一年內的愛情變化。專輯銷情慘淡，葉德嫻的歌唱事業陷入低谷。1982年末卻獲演唱會搞手俞琤賞識，舉辦首個個人演唱會「葉德嫻的第一次演唱會」，表演揉合棟篤笑和歌唱，被指像《歡樂今宵》，共兩場，入座率不俗。
1983年，專輯《倦》面世，同名主打曲是葉德嫻首次演唱的中國小調，迴響甚佳，使她獲得首支香港電台中文歌曲龍虎榜的周冠軍曲與十大勁歌金曲，以及第二張白金唱片（1984年）。此外，自《倦》起，葉德嫻的專輯美術和形象設計便由劉天蘭負責，並以低成本卻獨特而精緻見稱。
下半年出專輯《天天都相見》，專輯達到金唱片銷量（1984年）；而主打曲《幸運是我》雖失落中文金曲龍虎榜冠軍，往後卻流傳不衰，翻唱者眾多。
1984年，葉德嫻發表在永恆的最後一張專輯《你留我在此》。

### 黑白唱片時期
1985年，葉德嫻轉投好友劉天蘭所創的黑白唱片（但沒有正式簽約），並由公司其中一位老闆鍾定一擔任主要編曲人和監製，音樂路線較以前大膽，也增加了英語歌和國語舊歌的改編比例；主要在Studio 'A'錄音室製作，混錄水平曾獲音樂人倫永亮和于逸堯稱揚。兩年間葉德嫻發表了迴響不俗的專輯《我要》和《千個太陽》，攀上事業高峰，並與陳潔靈聯袂舉行《葉德嫻陳潔靈競歌散芬芳演唱會》。
1987年，葉德嫻推出專輯《邊緣回望》，卻缺席所有宣傳活動。專輯備受好評，被視為其代表作之一，商業成績卻不理想。

### 回復自由身
1988年初，她因對黑白唱片有種種不滿，包括《邊緣回望》的製作資金不足，然而劉天蘭卻為自己的專輯花重本宣傳，以及專輯製作敷衍，改編外國歌曲時照搬原編曲、樂手水平差劣、要求歌手接許多跟音樂無關的宣傳活動等問題，而決定淡出，轉而當全職演員，往後的新曲多為客串性質，包括風評甚佳卻引起發行權爭議的《赤子》、與後輩歌手許志安合唱的《教我如何不愛他》等。
2002年，葉德嫻於香港體育館舉行時隔十多年的個人演唱會《Shinco 葉德嫻演唱會 2002》，原定三場，因反應良好二度加開場次至六場。她奠定了日後的演唱會風格：強調改頭換面的編曲及簡約的舞台設計，不邀請明星表演嘉賓，對觀眾有嚴格的要求，如不可遲到和揮動螢光棒。同期，她發表久違的專輯《葉緣》為演唱會造勢，倫永亮監製，主題圍繞社會人際關係問題、葉德嫻復出的心態等。主打曲《重頭認識》成為其首支三台冠軍歌，但專輯風評一般。葉德嫻其後因市場受眾關係沒有再推出個人名義的原創新曲，音樂事業以演唱會為主，曾舉辦四次個唱，音樂總監均為倫永亮。
2004年，她再與許志安推出合唱曲，名為《美中不足》，婚外情題材。由於正東唱片公司疑為爭奪獎項而把葉德嫻的角色註明為「Featuring」，意即電台計算播放率時，只屬於許志安一人，而無需和葉德嫻平分，引發不公平的爭議。

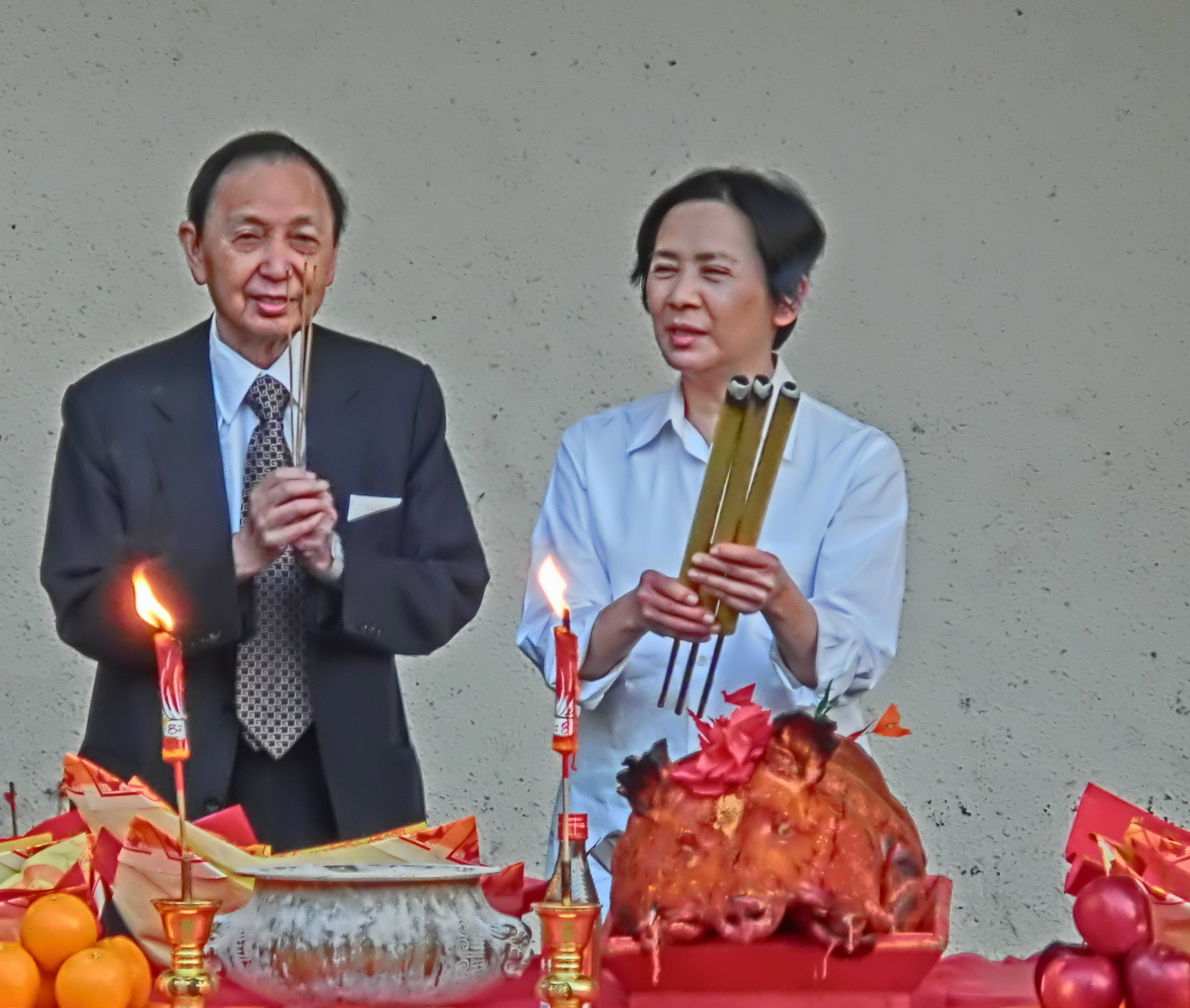
葉德嫻（右）在2013年她的演唱會舉辦場地香港體育館對出舉行切燒豬拜神儀式

2014年末，葉德嫻參與合唱雨傘運動歌曲《撐起雨傘》。此曲及後獲得叱咤樂壇我最喜愛的歌曲大獎。
葉德嫻唱風獨特，翻唱其他粵語歌時迴響亦不俗，如《明星》、達明一派的《半生緣》、楊千嬅的《小城大事》等。

### 影響
儘管她在樂壇的時間並不算很長，但許多歌手都是其樂迷，如許志安、林憶蓮、馬浚偉、黃凱芹、羅大佑、林一峰、倫永亮、梅艷芳、劉德華、張智霖、盧巧音、甄楚倩等。劉美君因喜愛葉德嫻的歌，製作首張專輯時向高層要求請陳永良當監製。林憶蓮的音樂製作人許愿曾表示，林憶蓮早期的音樂深受葉德嫻影響，包括大膽堅強的都市女性形象、《倦》一曲是《野花》的概念啟蒙等。

##### 歌曲版權
2001年，葉德嫻接受香港電台唱片騎師陳永業訪問時表示，永恆唱片的歌手合約列明，歌手不得在其他唱片公司另行重唱出版永恆唱片出版的歌曲，除非給付巨額費用。
雖然對現場演唱沒有影響，不過主辦單位不能單靠演唱會門票獲利，還要考慮出版影音產品時收錄的內容是否充足，唯有縮減這些歌曲的比重，成為演唱會的一大遺憾。葉德嫻在2002和2005年舉行的兩場大型演唱會，就有很多英文及華語翻唱歌曲，永恆歌曲卻少之又少，更絕跡於相關影音產品中。

## 政治相關

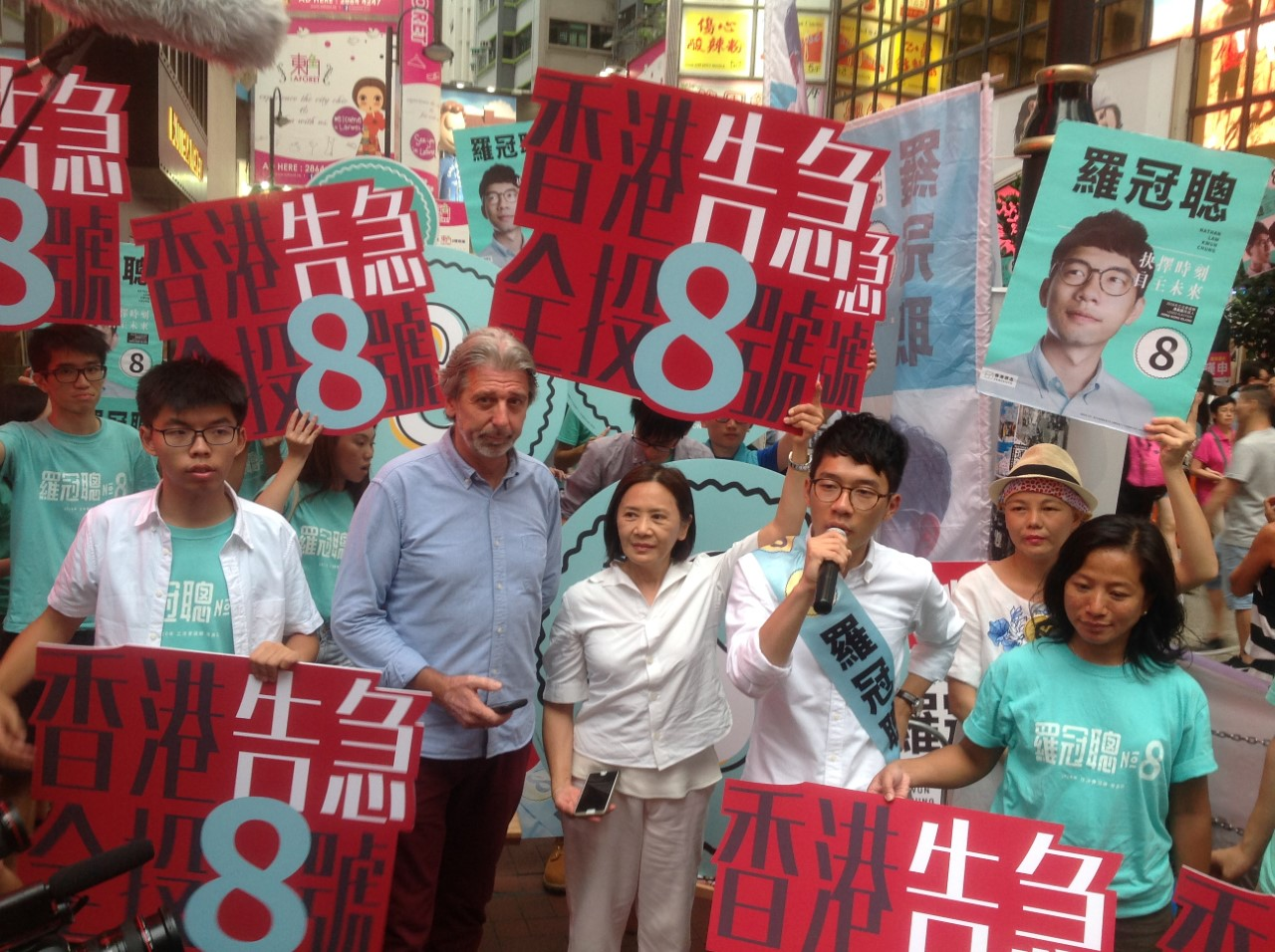
2016年香港立法會選舉當天葉德嫻為香港眾志成員羅冠聰拉票。

1989年5月，葉德嫻在《民主歌聲獻中華》以長途電話聲援中國民運，並於1990年參與美加等地舉辦的《民主歌聲獻中華》。紀錄片《沒有太陽的日子》中，葉德嫻表示在六四事件前毫不關心中國的政治狀況，事件後才去主動了解民主、自由、人權。2014年雨傘運動時，除了合唱過《撐起雨傘》一曲，還多次到金鐘佔領區支持學生。
2016年香港立法會選舉前，她協助立場屬本土派的香港眾志成員羅冠聰拉票。同年，網上流傳電影《明月幾時有》的演員名單，葉德嫻隨後因支持過雨傘運動被香港激進親中人士陳淨心以個人微博公開舉報，但最終仍能參演，電影亦能於中國內地上畫。
2019年中逃犯條例修訂引發爭議，葉德嫻參與了6月9日、6月16日、7月1日、7月7日的遊行，其中7月1日當天她身著黑色上衣，手持「撤回惡法，林鄭下台」的標語表達抗議。接受記者訪問時，她認為政府不用「撤回」一詞“當我們人民是蠢的，不知道撤回是什麼”。及後網易雲音樂、QQ音樂、酷狗音樂、蝦米音樂等中國內地各大音樂平台將她的全部歌曲下架，被中國內地全面封殺。

## 家庭生活
葉德嫻於1965年中學畢業後和藝人兼騎師鄭康業結婚，來年生下長女。小兒子出生後，傳出丈夫有外遇，葉德嫻於是在1973年提出離婚，可是二人卻拖拖拉拉到1980年才辦妥離婚手續。一雙兒女現居於北美，跟她關係疏離。

## 軼事
正如許多葉姓的香港人，葉德嫻的英文姓氏在坊間有不同的拼寫──「Ip」和「Yip」，主要是由於兩者的發音相同的原因。在不同的音樂作品上亦有所出入，例如1969年的同名EP，封面用的是「Ip」；及後的《星塵》卻是「Yip」。而事實上她真正的英文姓氏是「Ip」。
葉德嫻自1989年就喜歡觀星，並加入了天文學會。星之旅演唱會即以星空為舞台設計的主題，林夕填詞的《只談風月》也有一句「葉德嫻能講一晚星」。
她自言曾經是一名「煙鏟」（煙癮極大的的煙鬼），一天平均要吸四包香煙，後來因家人而戒煙，現在私底下是反菸大使，又常勸人守時及不要說粗話。
2019年初，她接受香港政府運輸署邀請拍攝一段片長約3分鐘的短片：她在乘搭巴士和港鐵時指斥多個不顧及他人、行為缺德的乘客，並勸喻市民乘坐交通工具時要顧己及人，不要做自私的乘客。短片推出後獲得不少網民讚賞。她在受訪時表示並沒有收取分毫酬勞，整個短片拍了3天。

## 音樂作品列表
- 除《Deanie Ip》外皆為粵語專輯。

| 發行年份       | 專輯名稱   | 唱片公司／監製／曲目 |
| 1969年         | Deanie Ip  | 鑽石唱片 曲目 1. 負心的人 2. 重相逢 3. 淡水河邊 4. 我要等著你                                                                                         |
| 1981年         | 星塵       | 永恆唱片 施宏達 |
| 1981年         | 葉德嫻     | 永恆唱片 施宏達 曲目 1. 橋 2. 只要你還是愛我 3. 冬青樹下 4. 從前的我 5. 愛的花蕾 6. 想再飛一次 7. 甜蜜再開始 8. 共敘一堂 9. 不要尋覓 10. 就是為你為你 |
| 1983年         | 倦         | 永恆唱片 施宏達、陳永良 |
| 1983年         | 天天都相見 | 永恆唱片 施宏達、陳永良 |
| 1984年         | 你留我在此 | 永恆唱片 雷有曜、陳永良 |
| 1985年         | 我要       | 黑白唱片 鍾定一 |
| 1986年7月      | 千個太陽   | 黑白唱片 鍾定一 |
| 1987年11月11日 | 邊緣回望   | 黑白唱片 鍾定一、爵士樂手Skip Moy |
| 2002年         | 葉緣       | 環球唱片 倫永亮 |

其他歌曲：
| 年份 | 歌名               | 說明 |
| ---- | ------------------ | --- |
| 1978 | 師父教落           | 與台灣歌手洪鐘合唱，收錄於原聲碟《師父教落》                                                                               |
| 1982 | 心想哭             | 與張偉文合唱，收錄於後者的個人專輯《心想哭》                                                                               |
| 1982 | 仿彿就是昨天       | 黃霑詞曲，收錄在EMI唱片推出的的合輯《城市生活節奏》                                                                        |
| 1987 | 勤力媽媽           | 收錄在黑白唱片的兒歌合輯《Tell Me Why》                                                                                    |
| 1991 | 赤子               | 收錄在音樂工廠的粵語合輯《皇后大道東》                                                                                     |
| 1995 | 有天終了解         | 為迪士尼動畫電影《風中奇緣》的「柳樹婆婆」所唱的插曲，收錄於粵語版原聲碟                                                   |
| 1995 | 倦（劉德華合唱版） | 曾派上電台卻沒有收錄在任何專輯                                                                                             |
| 1996 | 釣魚台戰歌         | 與張東源合唱的國語歌，收錄於保釣運動的籌款單曲《釣魚台戰歌 滾滾狂濤》（百代唱片）                                          |
| 1999 | 教我如何不愛他     | 收錄在許志安的個人專輯《真心真意》                                                                                         |
| 2002 | 債（新版本）       | 收錄在LMF的專輯《Crazy Children》                                                                                          |
| 2004 | 美中不足           | 收錄在許志安的個人專輯《Backup》                                                                                           |
| 2006 | 孩子們沉睡         | 國語歌，收錄在陳秋霞的個人國語創作專輯《放飛夢想》                                                                         |
| 2014 | 撐起雨傘           | 「和平佔中」及「雨傘革命」期間，由香港多名本地歌手所創作及演唱的歌曲，音樂錄影帶的人員列表寫著“Special thanks to 葉德嫻”。 |
| 2017 | 半生緣             | 收錄在達明一派致敬專輯《達明一代Tribute Album》                                                                            |

## 演唱會紀錄
| 日期                  | 中文名稱                                          | 地點                      | 場數 |
| 1982年12月11、12日    | 葉德嫻第一次演唱會（九龍表行與商台合辦）          | 香港大專會堂              | 2    |
| 1986年5月30至31日     | 葉德嫻 陳潔靈競歌散芬芳演唱會                     | 香港紅磡體育館            | 2    |
| 1986年7月1日          | 荷東Mini Concert                                  | 荷東Disco                 | 1    |
| 2002年3月1至3、7至9日 | Shinco 葉德嫻演唱會 2002                          | 香港紅磡體育館            | 6    |
| 2005年5月20至22日     | 葉德嫻星之旅演唱會                                | 香港紅磡體育館            | 3    |
| 2007年5月12日         | 葉德嫻樂韻全接觸演唱會                            | 馬來西亞雲頂雲星劇場      | 1    |
| 2007年8月5日          | 新城台慶好友一場音樂會（群星演唱會）              | 香港會議展覽中心Hall 3    | 1    |
| 2013年3月8-10日       | Deanie Sing for me 2013 葉德嫻演唱會              | 香港紅磡體育館            | 3    |
| 2016年9月23-24日      | 葉德嫻‧倫永亮‧趙增熹‧香港管弦樂團《紅白藍》演唱會 | 香港會議展覽中心 Hall 5BC | 2    |

## 電影
| 公映日期       | 電影名稱                                       | 導演                         | 角色／附註 |
| 1975年12月11日 | 出家人                                         |                              | 任監製，並未參予演出 |
| 1978年8月17日  | 追                                             | 羅馬                         | 兼主唱電影歌曲 |
| 1979年8月2日   | 林亞珍老虎魚蝦蟹                               | 黃華麒                       | 飾女警 |
| 1980年12月4日  | 第一類型危險                                   | 徐克                         | |
| 1981年3月4日   | 執法者（別名《警網雙雄》）                     | 陳全                         | 飾麥妻 |
| 1981年3月26日  | 愛殺                                           | 譚家明                       | 飾護士長（傅妻） |
| 1981年7月1日   | 溝鮮奶（台譯《汽水加牛奶》）                   | 單慧珠                       | 飾芸姐，妓女（玲母），獲第19屆金馬獎最佳女配角 |
| 1981年8月13日  | 兩小無知                                       | 舒琪                         | |
| 1982年3月31日  | 提防小手                                       | 洪金寶                       | 飾凌亞男（亞玲） |
| 1982年5月20日  | 摩登雜差                                       | 羅文                         | 飾英女皇御用大律師 |
| 1982年6月16日  | 拍拖更                                         | 黃華麒                       | |
| 1982年7月29日  | 拖手仔                                         | 梁家樹                       | 不詳 |
| 1983年4月21日  | 第一把交椅                                     | 李超                         | 飾妓女 |
| 1984年2月22日  | 神勇雙響炮                                     | 張同祖                       | 飾女警安娜 |
| 1984年5月24日  | 第8站                                          | 霍耀良                       | 第八站即九龍塘站 |
| 1984年6月22日  | 雙龍出海                                       | 陳欣健                       | 飾安娜（師姐） |
| 1984年9月6日   | 行錯姻緣路                                     | 霍耀良                       | 飾一名中下層社會的獨身女性 獲提名第4屆香港電影金像獎最佳女主角 |
| 1984年12月12日 | 貓頭鷹與小飛象                                 | 洪金寶                       | Joyce Leung |
| 1985年3月9日   | 智勇三寶                                       | 午馬                         | 飾安娜 |
| 1985年5月23日  | 補鑊英雄                                       | 梁普智                       | 飾阿娣 |
| 1985年8月15日  | 夏日福星                                       | 洪金寶                       | 不詳 |
| 1985年9月26日  | 法外情                                         | 吳思遠                       | 飾劉惠蘭 獲提名第5屆香港電影金像獎最佳女主角 |
| 1985年10月11日 | 生死線                                         | 梁普智                       | 未參予演出，擔任策劃，並演唱主題曲。 |
| 1985年10月24日 | 花街時代（台譯《夢鎖香江》）                   | 陳安琪                       | 飾王英 獲提名第22屆金馬獎最佳女配角及獲得第5屆香港電影金像獎最佳女配角 |
| 1985年12月5日  | 歡場                                           | 麥當傑                       | 飾沙展（蟹鉗） |
| 1986年6月5日   | 癲佬正傳（台譯《天天星期七》）                 | 爾冬陞                       | 飾專欄作家劉小姐（Tina），並演唱主題曲《走過的道路》 |
| 1986年8月8日   | 再見媽咪                                       | 林德祿                       | 飾血癌患者Sally |
| 1986年8月14日  | 雙龍吐珠                                       | 葉榮祖                       | |
| 1986年9月25日  | 老娘夠騷                                       | 舒琪                         | 飾葉薔Girl Girl，有一場在餐廳唱歌的場景，歌曲是《心裏的春天》。 |
| 1986年11月12日 | 國父孫中山與開國英雄（台譯《國父傳》）         | 丁善壐                       | |
| 1986年         | 你情我願                                       | 陸劍明                       | 不詳 |
| 1987年10月15日 | 鬼新娘                                         | 黎大煒、黃泰來               | 飾賽金花 主唱主題曲《再生夢》及演唱插曲《天師捉妖》（跟專輯《邊緣回望》的版本有別） 獲提名「第7屆香港電影金像獎最佳女配角 |
| 1988年2月11日  | 飛龍猛將                                       | 洪金寶                       | 飾葉小姐，漁場女主人 |
| 1988年4月28日  | 法內情                                         | 黃泰來                       | 飾劉惠蘭（劉志鵬生母） |
| 1988年8月25日  | 法律無情                                       | 李超俊                       | 飾蕭玉芳 |
| 1988年8月11日  | 黑心鬼                                         | 陳會毅                       | 飾靈幻太太 |
| 1989年5月11日  | 黑道福星                                       | 陳欣健                       | 不詳 |
| 1989年11月30日 | 法內情大結局                                   | 麥當雄                       | 飾劉惠蘭 |
| 1989年         | 沒有太陽的日子                                 | 舒琪                         | 不詳 |
| 1991年4月4日   | 魔畫情                                         | 黃泰來                       | 飾資深女鬼 |
| 1991年12月19日 | 與龍共舞                                       | 王晶                         | 飾十一姑（月光母親） 獲第11屆香港電影金像獎最佳女配角，第二度得獎。 |
| 1992年4月9日   | 逃學威龍2                                      | 陳嘉上                       | 飾 黃蓮（蓮妹、Madam Wong；曾化名于素秋） 獲提名第12屆香港電影金像獎最佳女配角 |
| 1992年5月14日  | 藍江傳之反飛組風雲                             | 劉國昌                       | 飾白榮飛之母 |
| 1992年8月20日  | 廟街十二少                                     | 蔣家駿                       | 飾鳳凰女 |
| 1992年9月10日  | 女黑俠黃鶯                                     | 黃泰來                       | 飾神婆 |
| 1992年9月17日  | 噴火女郎                                       | 鄭丹瑞                       | 飾 大啤 |
| 1992年11月12日 | 絕代雙驕                                       | 曾志偉                       | 飾屠嬌嬌（十大惡人之一） |
| 1993年5月14日  | 黃蜂尾後針（台譯《危險枕邊人》）               | 鄭丹瑞                       | 飾馬美珍（看護） 獲提名第30屆金馬獎最佳女配角及第13屆香港電影金像獎最佳女配角 |
| 1993年8月5日   | 天長地久                                       | 劉鎮偉                       | 飾玲母 |
| 1993年8月28日  | 一代梟雄之三支旗（台譯《一代梟雄之唯我獨尊》） | 黃泰來                       | 飾三家 |
| 1994年3月3日   | 洪熙官（台譯《新少林五祖》）                   | 王晶                         | 飾朱小倩（紅豆母） |
| 1995年         | 風中奇緣                                       | Mike Gabriel & Eric Goldberg | 為角色柳樹婆婆配音，並主唱插曲《有天終了解》。 |
| 1995年6月16日  | 沒有老公的日子                                 | 陳勳奇                       | 飾寡母黃太太 |
| 1996年9月26日  | 1/2次同床                                      | 余偉國、羅文                 | 別名《大話情人》 |
| 1999年4月1日   | 黑馬王子                                       | 王晶                         | 飾十三姐 |
| 1999年12月28日 | 笨小孩                                         | 王晶                         | 剃頭演飾演患有末期癌病的發嫂 獲第36屆金馬獎最佳女配角 |
| 2000年5月18日  | 唔該借歪                                       | 霍耀良                       | 飾蕭李素寶 |
| 2000年9月26日  | 煙飛煙滅                                       | 張國榮                       | 講述自己戒煙的心路歷程 |
| 2000年11月17日 | 九龍皇后                                       | 霍耀良                       | 阿四 |
| 2012年3月9日   | 桃姐                                           | 許鞍華                       | 飾 鍾春桃（桃姐） 獲獎：第68屆威尼斯電影節最佳女演員、第48屆金馬獎最佳女主角、第15屆塔林黑夜電影節最佳女主角、香港电影评论学会大奖最佳女演員、第6届亚洲电影大奖最佳女主角、第31屆香港電影金像獎最佳女主角、华表奖优秀女演员、华语电影传媒大奖最佳女主角、德班国际电影节最佳女主角。 |
| 2014年1月16日  | 一個複雜故事                                   | 周冠威                       | 飾Gipsy |
| 2017年7月1日   | 明月幾時有                                     | 許鞍華                       | 飾方蘭的母親 榮獲第37屆香港電影金像獎最佳女配角 |

## 電視劇
| 首播日期       | 中文劇集名稱          | 集數                     | 種類               | 電視台   | 附註 |
| 197X年         | 一個墟                | 不詳                     | 短編劇             | 麗的電視 | （星期六晚會）短編劇 |
| 1977年2月28日  | 三兄弟                | 過一百集                 | 處境劇集           | 麗的電視 | 逢週六播映 |
| 1977年12月31日 | 追族                  | 59                       | 時裝劇情           | 麗的電視 | 飾演張探長太太，有些13點小女人，閒來跟丈夫討論著他所辦的案，不時追問案情的發展。 此劇在12月31日優先播映兩集，1978年1月2日正式播放 |
| 1978年         | 十二生肖              | 12                       | 時裝劇情           | 麗的電視 | 半小時劇集 |
| 1978年4月23日  | 鱷魚淚                | 89                       | 時裝劇情           | 麗的電視 | 飾鄒淑儀 |
| 1978年         | 幻海奇情之8小時       | 1                        | 單元劇             | 無綫電視 | 飾入住一間鬼屋的中年母親李太 |
| 1979年5月13日  | 落難天使              | 14                       | 時裝喜劇           | 無綫電視 | 不詳 |
| 1979年7月7日   | 家在香港              | 19                       | 時裝喜劇           | 無綫電視 | 飾爽直女兒梁冰 |
| 1979年11月11日 | 獅子山下 - 頌惠的故事 | 1                        | 時裝劇情（單元劇） | 香港電台 | |
| 1980年1月21日  | 風雲                  | 68                       | 時裝劇情           | 無綫電視 | 客串吳孟達的辯護律師 |
| 1980年3月1日   | 外母駕到              | 13                       | 時裝喜劇           | 無綫電視 | 飾莊領弟，個性粗豪，常向張少芹獻計。                                                                                              |
| 1980年8月4日   | 輪流傳                | 30集（腰斬時），原定60集 | 時裝劇情           | 無綫電視 | 飾廣告公司老闆娘梁美瓊。 |
| 1980年         | 烙印：再會蘇絲黃      | 不詳                     | 時裝劇情（單元劇） | 香港電台 | 飾黃美蘭（葉德嫻），戒毒所康復人士。                                                                                              |
| 1980年10月20日 | 雙葉蝴蝶（女CID）     | 15                       | 時裝動作           | 無綫電視 | 飾岑帶娣（女CID） |
| 1980年11月24日 | 衝擊                  | 45                       | 時裝劇情           | 無綫電視 | 飾朱艷芳 |
| 1981年1月12日  | 流氓皇帝              | 20                       | 民初喜劇           | 無綫電視 | 飾水亦璇，客串飾劇團演員 |
| 1981年2月9日   | 四季情                | 20                       | 時裝劇情           | 無綫電視 | 飾女強人 |
| 1981年4月4日   | 威水世家              | 13                       | 時裝喜劇           | 無綫電視 | 飾黃淑文，移民局督察。 |
| 1981年6月8日   | 無雙譜                | 15                       | 古裝劇情           | 無綫電視 | 在單元《陸判》內客串妓院主持人春姨                                                                                                |
| 1981年8月10日  | 未了情（碧血黃花）    | 20                       | 民初劇情           | 無綫電視 | 飾原靜，女革命義士 |
| 1981年11月16日 | 富貴榮華              | 20                       | 時裝劇情           | 無綫電視 | |
| 1981年         | 屋簷下：芻狗          | 1                        | 時裝劇情（單元劇） | 香港電台 | 飾曾因姦成孕的芳姐屋簷下 - 芻狗（页面存档备份，存于）                                                                             |
| 1981年         | 屋簷下：父之過        | 1                        | 時裝劇情（單元劇） | 香港電台 | 飾吳太太 |
| 1982年         | 鴻爪                  |                          | 台慶單元劇         | 無綫電視 | |
| 1982年         | 一家親                | 1                        | 時裝劇情           | 無綫電視 | 飾演梁至真（大家姐）。 |
| 1982年2月22日  | 男子漢                | 20                       | 時裝動作           | 無綫電視 | 飾女警 |
| 1982年5月3日   | 星塵                  | 25                       | 時裝劇情           | 無綫電視 | 飾葉秋霞，過氣影星 |
| 1982年5月17日  | 假日風情              | 10                       | 時裝劇情           | 無綫電視 | 飾林素珊與李文俊(馮淬帆)離婚後，為討好女兒李欣(霍潔貞)歡心到酒店度假。                                                            |
| 1982年10月25日 | 愛情安歌Encore        | 20                       | 時裝劇情           | 無綫電視 | 飾蕙蘭，唱片公司要員 |
| 1982年12月27日 | 獵鷹                  | 20                       | 時裝動作           | 無綫電視 | 飾江霞，江大偉母親。 |
| 1983年7月11日  | 鬼咁夠運              | 20                       | 時裝劇情           | 無綫電視 | 飾本為普通職員後意外成為歌星的顧芷薇，並主唱主題曲《真愛是尋覓得到》及插曲《幸運是我》、《不捨也為愛》、《我所喜愛的歌》。        |
| 1999年3月8日   | 縱橫四海              | 40                       | 時裝劇情           | 亞洲電視 | 飾明星，陶大宇、譚耀文兩兄弟的親生媽媽                                                                                            |
| 2006年11月20日 | 義無反顧              | 40                       | 時裝劇情           | 亞洲電視 | 飾陳巧兒，粥品小販、粥品店老闆娘。                                                                                                |

### 節目主持
| 首播日期 | 中文節目名稱 | 集數 | 種類     | 電視台   | 內容、附註 |
| 1978年   | 德嫻笑一笑   |      | 綜藝節目 | 麗的電視 | 不詳       |

## 舞台劇
| 公演日期    | 中文戲劇名稱 | 英文戲劇名稱                | 內容／附註 |
| 2019-2020年 | 親親麗南     | The Beauty Queen of Leenane | 飾演Mag    |

## 音樂節目
| 播映日期      | 中文節目名稱                     | 電視台   |
| 1980年        | Bang! Bang! 咁嘅聲               | 無綫電視 |
| 1983年7月16日 | 第二屆新秀歌唱大賽               | 無綫電視 |
| 1984年1月28日 | 一九八三年度十大勁歌金曲頒獎典禮 | 無綫電視 |
| 1986年7月13日 | 第五屆新秀歌唱大賽               | 無綫電視 |
| 1987年1月18日 | 一九八六年度十大勁歌金曲頒獎典禮 | 無綫電視 |
| 1992年1月     | 一九九一年度十大勁歌金曲頒獎典禮 | 無綫電視 |
| 1994年5月7日  | 巨星濃情純影集 - 情繫今生        | 無綫電視 |
| 2002年1月13日 | 2001年度十大勁歌金曲頒獎典禮     | 無綫電視 |
| 2013年1月5日  | 得閒講德嫻唱                     | 無綫電視 |

## 綜藝節目
| 播映日期       | 中文節目名稱           | 電視台   |
| 1982年5月1日   | 鎮科珠寶特輯之星光奪目 | 無綫電視 |
| 2004年10月16日 | 愛之關懷愛之夜         | 無綫電視 |
| 2014年10月6日  | 為生命發聲             | 無綫電視 |

## 獎項及提名

### 電影獎項
| 年份 | 典禮類型                    | 獎項               | 作品           | 結果 |
| ---- | --------------------------- | ------------------ | -------------- | ---- |
| 1982 | 第19屆金馬獎                | 最佳女配角         | 《汽水加牛奶》 | 獲獎 |
| 1985 | 第4屆香港電影金像獎         | 最佳女主角         | 《行錯姻緣路》 | 提名 |
| 1985 | 第22屆金馬獎                | 最佳女配角         | 《花街時代》   | 提名 |
| 1986 | 第5屆香港電影金像獎         | 最佳女配角         | 《花街時代》   | 獲獎 |
| 1986 | 第5屆香港電影金像獎         | 最佳女主角         | 《法外情》     | 提名 |
| 1988 | 第7屆香港電影金像獎         | 最佳女配角         | 《鬼新娘》     | 提名 |
| 1992 | 第11屆香港電影金像獎        | 最佳女配角         | 《與龍共舞》   | 獲獎 |
| 1993 | 第12屆香港電影金像獎        | 最佳女配角         | 《逃學威龍2》  | 提名 |
| 1993 | 第30屆金馬獎                | 最佳女配角         | 《黃蜂尾後針》 | 提名 |
| 1994 | 第13屆香港電影金像獎        | 最佳女配角         | 《黃蜂尾後針》 | 提名 |
| 1999 | 第36屆金馬獎                | 最佳女配角         | 《笨小孩》     | 獲獎 |
| 2000 | 第19屆香港電影金像獎        | 最佳女主角         | 《笨小孩》     | 提名 |
| 2000 | 第11屆亞洲電影奈派克獎      | 最佳女配角         | 《笨小孩》     | 獲獎 |
| 2011 | 第68屆威尼斯影展            | 最佳女演員         | 《桃姐》       | 獲獎 |
| 2011 | 第15屆塔林黑夜國際電影節    | 最佳女演員         | 《桃姐》       | 獲獎 |
| 2011 | 第48屆金馬獎                | 最佳女主角         | 《桃姐》       | 獲獎 |
| 2012 | 第18屆香港電影評論學會大獎  | 最佳女演員         | 《桃姐》       | 獲獎 |
| 2012 | 第6屆亞洲電影大獎           | 最佳女主角         | 《桃姐》       | 獲獎 |
| 2012 | 第31屆香港電影金像獎        | 最佳女主角         | 《桃姐》       | 獲獎 |
| 2012 | 第14屆亞洲影評人協會獎      | 最佳女主角         | 《桃姐》       | 獲獎 |
| 2012 | 第12屆華語電影傳媒大獎      | 最佳女主角         | 《桃姐》       | 獲獎 |
| 2012 | 第33屆南非德班國際電影節    | 最佳女主角         | 《桃姐》       | 獲獎 |
| 2012 | 第33屆波士頓影評人協會獎    | 最佳女主角         | 《桃姐》       | 亚军 |
| 2013 | 第15屆中國電影華表獎        | 優秀境外華裔女演員 | 《桃姐》       | 獲獎 |
| 2013 | 第9屆華鼎獎                 | 年度成就獎         | 《桃姐》       | 獲獎 |
| 2017 | 第54屆金馬獎                | 最佳女配角         | 《明月幾時有》 | 提名 |
| 2018 | 第37屆香港電影金像獎        | 最佳女配角         | 《明月幾時有》 | 獲獎 |
| 2018 | 第1屆MOVIE6全民票選電影大獎 | 最佳女配角         | 《明月幾時有》 | 獲獎 |

- 1985年：第29屆十大影視明星選舉（華僑晚報主辦）- 十大影劇明星之一

### 音樂獎項
- 1983年無綫電視：第01屆十大勁歌金曲頒獎典禮 — 入選金曲 《倦》
- 1984年香港電台：第07屆十大中文金曲頒獎音樂會 — 最佳中文歌曲獎 《你留我在此》(陳永良)
- 1986年無綫電視：第04屆十大勁歌金曲頒獎典禮 — 入選金曲 《千個太陽》(與陳潔靈合唱)
- 1986年香港電台：第09屆十大中文金曲頒獎音樂會 — 最佳編曲獎《千個太陽》 (羅迪)
- 1986年香港電台：第09屆十大中文金曲頒獎音樂會 — 最佳唱片封套獎 《千個太陽》(劉天蘭)
- 1999年香港電台：第22屆十大中文金曲頒獎音樂會 — 入選金曲 《教我如何不愛他》(與許志安合唱)
- 2000年CASH最廣泛演出金帆獎 — 最廣泛演出獎(電台及電視台粵語流行歌曲)《教我如何不愛他》
- 2004年無綫電視：第22屆十大勁歌金曲頒獎典禮 — 入選金曲 《美中不足》(與許志安合唱)
- 2004年香港電台：第27屆十大中文金曲頒獎音樂會 — 入選金曲 《美中不足》
- 2004年商業電台：叱咤樂壇流行榜頒獎典禮 — 叱咤樂壇至尊歌曲大獎 《美中不足》
- 2004年新城電台：新城勁爆頒獎禮 — 新城勁爆歌曲 《美中不足》
- 2004年新城電台：新城勁爆頒獎禮 — 新城勁爆卡拉OK歌曲 《美中不足》
- 2004年新城電台：新城勁爆頒獎禮 — 新城全球勁爆歌曲 《美中不足》
- 2014年商業電台：叱咤樂壇流行榜頒獎典禮 — 叱咤樂壇我最喜愛歌曲大獎 《撐起雨傘》[76]

### 舞台劇獎項
- 2021年：第29屆香港舞台劇獎-最佳女配角（悲劇/正劇）《親親麗南》

## 外部連結
- 葉德嫻的Discogs页面 （英文）
- 葉德嫻在互联网电影资料库（IMDb）上的資料（英文）（英文）
- 葉德嫻在香港影庫上的簡介
- 葉德嫻在豆瓣上的资料（简体中文）
- 葉德嫻在时光网上的簡介（简体中文）
- 在AllMovie上葉德嫻的頁面（英文）
- 葉德嫻網上指南